# Stanisław Popiński
Stanisław Popiński (ur. 31 października 1891 w Jeruzalu, zm. wiosną 1940 w Charkowie) – chorąży Wojska Polskiego, kawaler Orderu Virtuti Militari.

## Życiorys
Syn Jana i Bronisławy z Matuszewskich urodzony 31 października 1891 we wsi Jeruzal, w ówczesnym powiecie skierniewickim guberni warszawskiej. W 1901 rozpoczął naukę w szkole miejskiej w Żyrardowie. Po ukończeniu czterech oddziałów kontynuował naukę w Szkole Handlowej w Warszawie. W 1911 zakończył naukę w klasie piątej i przez dwa lata pracował w handlu.
1 listopada 1913 został wcielony do armii rosyjskiej i przydzielony do 176 perewołoczeńskiego pułku piechoty, który stacjonował w Czernichowie i wchodził w skład 44 Dywizji Piechoty. W tym pułku ukończył szkołę podoficerską, a w 1914 wyruszył na front. W 1917 roku, po upadku Imperium Rosyjskiego, zaciągnął się do I Korpusu Polskiego.
W 1918 roku wstąpił do Wojska Polskiego i walczył w wojnie polsko-bolszewickiej w szeregach III baonu warszawskiego 36 pułku piechoty. W 1921 roku, w stopniu sierżanta sztabowego, służył w kompanii telegraficznej nr 3.
Po zakończeniu działań wojennych pozostał w wojsku. Awansował na stopień chorążego. Służył w 18 pułku piechoty w łączności. Od 1934 pełnił służbę w kompanii telegraficznej 30 Poleskiej Dywizji Piechoty.
W czasie kampanii wrześniowej 1939 dostał się do sowieckiej niewoli i przebywał w obozie w Starobielsku. Wiosną 1940 został zamordowany przez funkcjonariuszy NKWD w Charkowie i pogrzebany w bezimiennej, zbiorowej mogile w Piatichatkach, gdzie od 17 czerwca 2000 mieści się oficjalnie Cmentarz Ofiar Totalitaryzmu w Charkowie. Figuruje na Liście Starobielskiej NKWD pod poz. 2750.
Postanowieniem nr 112-49-07 Prezydenta RP Lecha Kaczyńskiego z 5 października 2007 został pośmiertnie mianowany na stopień podporucznika. Awans został ogłoszony 10 listopada 2007 w Warszawie, w trakcie uroczystości „Katyń Pamiętamy – Uczcijmy Pamięć Bohaterów”.

## Ordery i odznaczenia
- Krzyż Srebrny Orderu Wojskowego Virtuti Militari nr 579[1] – 17 maja 1921 roku[6][10]
- Krzyż Walecznych[11][12]
- Brązowy Krzyż Zasługi – 1938[13][2]
- Medal Pamiątkowy za Wojnę 1918–1921[11]
- Medal Dziesięciolecia Odzyskanej Niepodległości[11]
- Odznaka za Rany i Kontuzje z dwiema gwiazdkami[14]